# ビーチレスリング
ビーチレスリング（beach wrestling）は、文字通り砂浜の上で行われるレスリングであり、ビーチスポーツの1つ。

## 概要
砂浜上の半径3mの円内で行う。試合時間は最長3分。ポジションはスタンディング。
通常のレスリング同様、選手の両肩が付いたらフォール。
他に投げ技で相手の体の一部が2回付いた場合、相手の足を2回場外に押し出した場合、投げで場外へ出した場合も決着となる。
2004年8月、国際レスリング連盟の正式種目に承認され、2005年に第1回全国ビーチレスリング選手権大会が開催された。